# Droga wojewódzka 296
Die Droga wojewódzka 296 ist eine Woiwodschaftsstraße in den polnischen Woiwodschaften Lebus und Niederschlesien. Die Straße beginnt in Kożuchów (Freystadt in Schlesien) und verläuft über Żary (Sorau) und Iłowa (Halbau) nach Lubań (Lauban), wo sie sich mit der Droga krajowa 30 trifft. In ihrem Verlauf trifft die Straße zudem auf die Droga krajowa 12, die Autostrada A18, die Droga wojewódzka 300, die Droga wojewódzka 350, die Droga wojewódzka 351, die Droga krajowa 94 und die Autostrada A4. Die DW 296 hat eine Gesamtlänge von 89 Kilometern.